# لاري فيتزباتريك
لاري فيتزباتريك (بالإنجليزية: Larry Fitzpatrick)‏ هو لاعب كرة قدم أمريكية أمريكي، ولد في 17 أغسطس 1976 في ديترويت في الولايات المتحدة.

## وصلات خارجية
- لاري فيتزباتريك على موقع JustSportsStats.com (الإنجليزية)